# Kupica
Kupica je rječica u Gorskom kotaru, desna pritoka Kupe. Duga je 4,495 km. Izvire u blizini naselja Donje Tihovo.
Prolazi kroz sljedeća naselja: Donje Tihovo, Mala Lešnica, Iševnica, Krivac, Zamost Brodski i Brod na Kupi.